# Irmina Annusewicz
Irmina Annusewicz (ur. 1959) – polska aktorka teatralna (lalkarka), także pedagog. Występuje przede wszystkim w przedstawieniach lalkowych – zarówno dla dzieci, jak i dla dorosłych.
W 1983 roku ukończyła studia na Wydziale Lalkarskim Państwowej Wyższej Szkoły Teatralnej we Wrocławiu. W następnym roku (1984) została aktorką Wrocławskiego Teatru Lalek, w którym pracuje do dzisiaj. Gościnnie występowała też w teatrach warszawskich – Lalka i Narodowym oraz w Świdnicy i Jeleniej Górze.

## Spektakle teatralne
- 1990, 2004 – Konik Garbusek jako Klacz / Cud-dziewczyna (reżyseria Aleksander Maksymiak)
- 1994 – Krawiec Niteczka jako Wiatr (reż. Wiesław Hejno)
- 1995, 1998 – Ali Baba i 40 rozbójników (reż. W. Hejno)
- 1996 – Pan Twardowski jako Marcjanna / Stara kobieta (reż. A. Maksymiak)
- 1997, 2008 – Zwierzęta Doktora Dolittle jako Świnka Geb-Geb (reż. Jerzy Bielunas)
- 1998 – Prometeusz (reż. W. Hejno)
- 1999 – Szewczyk Dratewka jako Królewna (reż. A. Maksymiak)
- 1999 – Czarodziejskie krzesiwo jako Królewna (reż. J. Bielunas)
- 2000 – Akropolis Wrocławska. Szopka jako Śmierć (reż. W. Hejno)
- 2000 – Baśń o biednym Jasiu, czyli Jak wygrać z nieszczęściem jako Dama dworu (reż. Beata Pejcz)
- 2002 – Jak Matołusz poszedł szukać olbrzyma jako Perliczka Sheila (reż. Peter Nosalek)
- 2003 – 101 Dalmatyńczyków jako Charcica fryzjerka / Pani (reż. J. Bielunas)
- 2004, 2005 – Czerwony Kapturek, kichawka i Gburek jako Kotka Miaurella i Kukułka (reż. Anna Proszkowska)
- Kot pies i jazz (reż. W. Hejno)
- 2005 – Źródło (reż. Leszek Mądzik)
- 2006 – Amelka, Bóbr i Król na dachu jako Dojrzała Gruszka (reż. P. Nosalek)[1]

### Teatr Telewizji
- 1996 – Bajka o żelaznym wilku jako Służebna (reż. W. Hejno)

## Nagrody i wyróżnienia
- 1985 – wyróżnienie na Przeglądzie Piosenki Aktorskiej we Wrocławiu[2]
- 1998 – Złota Pacynka

Nagrody zespołowe
- 2005 – nagroda za animację lalek na II Ogólnopolski Festiwal Polskich Sztuk Współczesnych dla Dzieci i Młodzieży KON-TEKSTY w Poznaniu za spektakl Czerwony Kapturek, kichawka i Gburek
- 2005 – nagroda publiczności jw.
- 2005 – wyróżnienie jury studenckiego w kategorii KON-TEKSTÓW konkursowych jw.[3]

## Informacje dodatkowe
- Wystąpiła w filmie fabularnym Pusta klatka (1987, reż. Leszek Baron).